# Откраднати целувки
„Откраднати целувки“ (на френски: Baisers volés) е френски филм от 1968 година, трагикомедия с романтични елементи на режисьора Франсоа Трюфо по негов сценарий в съавторство с Клод дьо Живре и Бернар Ревон.

## Сюжет
Филмът е трета част от цикъла филми на Трюфо за създадения от него герой Антоан Доанел, следвайки късометражния „Антоан и Колет“ (1962).
В него Антоан (Жан-Пиер Лео) се уволнява от казармата и се опитва да се върне към цивилния живот. Подкрепян топло от родителите на своята приятелка Кристин (Клод Жад), той решава да си намери работа и след поредица неуспешни опити е назначен в малка детективска агенция. Там той се влюбва и започва връзка със съпругата на своя началник Фабиен (Делфин Сериг) и скъсва с Кристин. Скоро Антоан отново е уволнен и започва нова работа като телевизионен техник. Кристин успява да го върне при себе си, като нарочно поврежда телевизора си и той идва при нея, за да го поправи.
В следващия филм от поредицата, Съвместно съжителство (1970), Антоан и Кристин са вече женени.

## В ролите
| Изпълнител     | Роля           |
| -------------- | -------------- |
| Жан-Пиер Лео   | Антоан Дойнел  |
| Клод Жад       | Кристин Дарбон |
| Делфин Сериг   | Фабиен Табар   |
| Мишел Лонсдал  | Жорж Табар     |
| Даниел Секалди | Люсиен Дарбон  |
| лер Дюамел     | мадам Дарбон   |
| Хари-Макс      | Анри           |
| Андре Фалкон   | Блади          |
| Серж Русо      | човекът        |

## Награди и номинации
- 1968 – Награда „Луи Делюк“ за най-добър филм на Френската критика.
- 1969 – Награда „Мелиес“ за най-добър филм на Френския синдикат на кинокритиците.
- 1970 – Награда за режисура (Франсоа Трюфо) на Американското национално общество на филмовите критици.
- 1970 – Награда за най-добра поддържаща актриса (Делфин Сериг) на Американското национално общество на филмовите критици.
- 1969 – Номинация за „Оскар за най-добър международен филм“
- 1969 – Номинация „Златен глобус за най-добър чуждоезичен филм“